# アルバロ・メセン
アルバロ・メセン（Álvaro Mesén、1972年6月22日 - ）は、コスタリカ・アラフエラ出身の元同国代表、元サッカー選手(GK)。

## 経歴
1999年にコスタリカ代表デビュー。出場機会は無かったが、2002 FIFAワールドカップ、2006 FIFAワールドカップのメンバーにも選ばれた。コスタリカ代表で39試合に出場した。

## 所属クラブ
- 1991-2004  LDアラフエレンセ
- 2004-2006  CSエレディアーノ
- 2006-2007  ブルハスFC
- 2007-2010 ムニシパル・リベリア

## 代表歴

### 出場大会
- コスタリカ代表
  - 2002 FIFAワールドカップ
  - 2006 FIFAワールドカップ

### 試合数
- 国際Aマッチ 39試合 0得点（1999年-2006年）[1]

| コスタリカ代表 | 国際Aマッチ | 国際Aマッチ |
| 年             | 出場        | 得点        |
| -------------- | ----------- | ----------- |
| 1999           | 2           | 0           |
| 2000           | 9           | 0           |
| 2001           | 3           | 0           |
| 2002           | 4           | 0           |
| 2003           | 6           | 0           |
| 2004           | 2           | 0           |
| 2005           | 11          | 0           |
| 2006           | 2           | 0           |
| 通算           | 39          | 0           |